# Херли (Буэнос-Айрес)
Херли (исп. Gerli) — город в Аргентине в провинции Буэнос-Айрес, расположенный сразу в двух муниципалитетах — Авельянеда и Ланус. Часть агломерации Большой Буэнос-Айрес.

## История
30 марта 1909 года муниципалитет Авельянеда изъял часть земель, принадлежавших Антонио Херли, и 6 августа та часть, что сейчас находится на территории муниципалитета Ланус, была провозглашена городом Херли. Город быстро развивался: уже в 1910 году здесь появилась железнодорожная станция, в 1911 — госпиталь, в 1913 — кинотеатр, и т. д.
В 1944 году был образован муниципалитет Ланус, и южная часть города стала относиться к новому муниципалитету.

## Население
Согласно переписи 2001 года, в городе проживало 64 340 человек, из которых 31 090 человек относились к муниципалитету Авельянеда, а 33 250 человек — к муниципалитету Ланус.